# 森田健作の我らニッポン人
『森田健作の我らニッポン人』（もりたけんさくのわれらニッポンじん）は、ニッポン放送で2006年4月8日から2011年9月26日まで放送されていたトーク番組。

## 概要
ニッポン放送は、俳優で元衆議院議員の森田が2005年千葉県知事選挙以後の浪人時代に、タレントの肩書きで同局土曜の早朝番組のフロート番組として番組開始。番組アシスタントは番組内包先の『塚越孝のおはよう有楽町』のアシスタントを務めていた山本が担当した。
番組構成は、森田が日頃感じた事に対してのフリートークとゲストを招いて、ゲストに纏わる話題をトークする。
開始以後は単独番組として編成されていた。2008年12月26日放送分にて一旦番組を終了。森田が2009年千葉県知事選挙への出馬を表明し、同選挙にて当選。知事着任後の2009年5月1日放送分で再度番組の放送が開始され、レギュラーで番組に出演し続けた。
2011年の東日本大震災発生に伴い、番組放送休止当日に千葉県災害対策本部を設置して災害対応に向き合っていた事もあり、当該番組の再収録は行われず、震災関連番組編成に伴い当該番組が未編成となり、また、提供社である東京電力が設置、管理している福島第一原子力発電所での地震の影響による津波で発生した福島第一原子力発電所事故により、東京電力の企業広報活動自粛の方針を取って提供社として広告出稿を控えた。震災発生から1ヶ月後には番組放送は再開したが、同社が広告出稿を控えた事でノンスポンサー状態で放送していたが、同年9月26日放送分を持って番組終了となった。

## 出演者

### パーソナリティ
- 森田健作（当時：千葉県知事、俳優、元衆議院議員）

### アシスタント
- 山本かおる（フリーアナウンサー、元新潟テレビ21アナウンサー）

## 放送時間
※JST表記

### 放送終了時点
- 月曜 20:30 - 20:50 - 2011年4月4日 - 9月26日

### 過去
- 土曜 5:40 - 6:00 - 2006年4月 - 2006年9月
- 土曜 20:30 - 21:00 - 2006年11月 - 2007年3月
- 月曜 20:40 - 21:00 - 2007年4月 - 2007年9月24日
- 火曜 20:30 - 20:50 - 2007年10月2日 - 2008年3月
- 金曜 21:30 - 21:50 - 2008年4月 - 2008年12月26日
- 金曜 21:30 - 21:50 - 2009年5月1日 - 2010年10月1日
- 金曜 20:30 - 20:50 - 2010年10月29日 - 2011年3月4日

### 放送時間の変更
2006年
- 10月7 - 28日：ショウアップナイタースペシャル 日本シリーズ 第1戦 北海道日本ハムファイターズ×中日ドラゴンズ実況中継 編成に伴い、番組休止。

2009年
- 1月2日 - 4月24日：森田の2009年千葉県知事選挙の再出馬による放送業界の慣習に倣い選挙公示前の放送番組出演自粛に伴い、一旦番組終了。以後、選挙戦終了迄、つなぎ番組として『太川陽介の1、2、SUN!』（パーソナリティ：太川陽介）を編成した。

2011年
- 3月11日：東日本大震災発生に伴う「災害特別放送」に移行された為、番組休止。
- 3月18、25日：災害特別体制から通常編成に戻したが、華美な音源等の自粛扱いの為『東日本大震災・いま私たちができること』の編成に伴い、番組休止。